# Chapelle de l'Annonciation

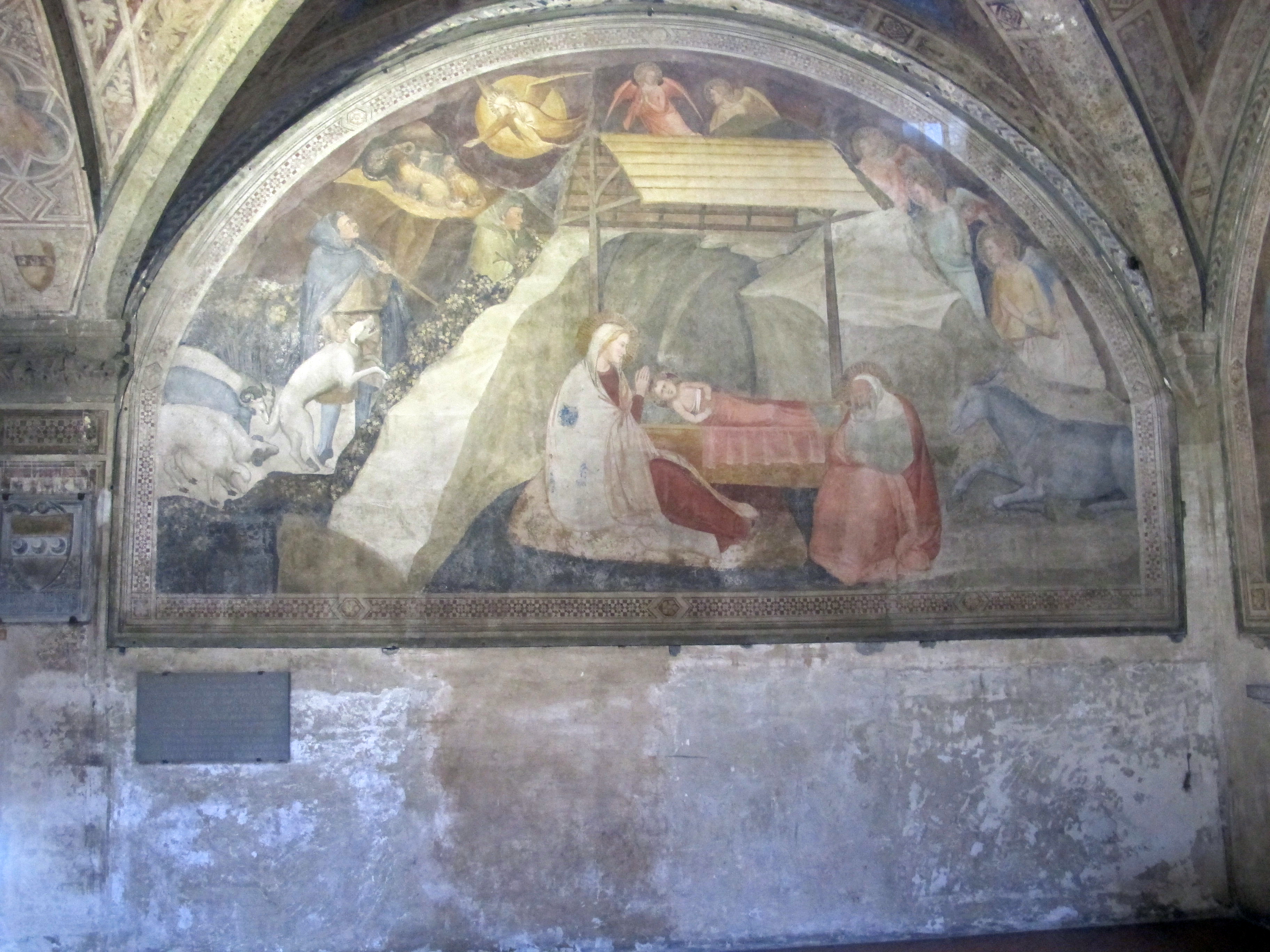
Chapelle de l'Annonciation.

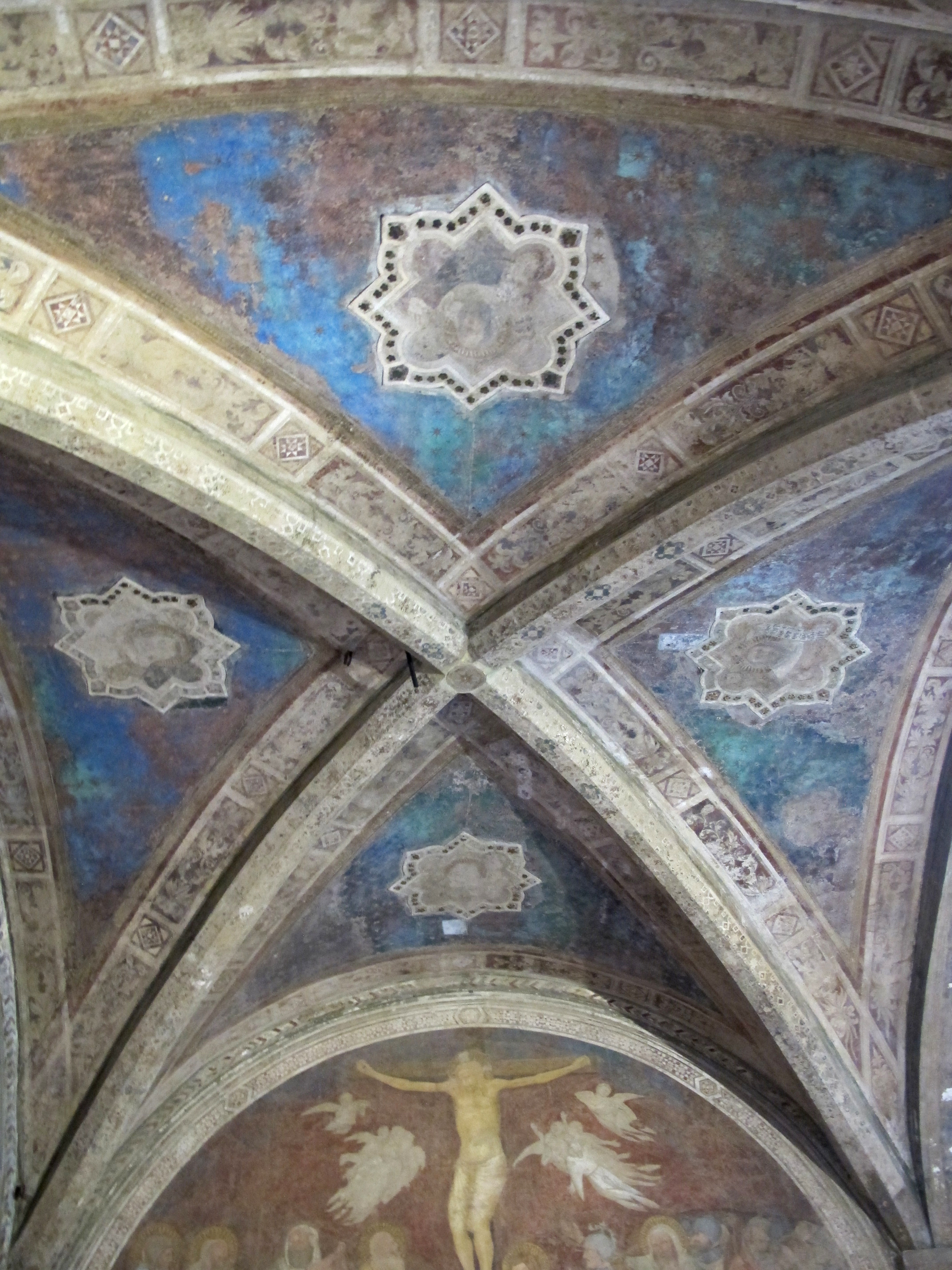
Voûte.

La chapelle de l'Annonciation (en italien, Cappella dell'Annunciazione) fait partie du  complexe du couvent de la basilique Santa Maria Novella, qui appartenait à l'ordre des Prêcheurs (dominicains) de Florence, en Italie. Ancienne chapelle funéraire de la famille Strozzi, elle est située dans le cloître des Morts et conserve quelques fresques attribuées à Andrea Orcagna.

## Histoire
Bice Trinciavelli, veuve de Filippo di Pagno Strozzi qui a vécu dans la première moitié du XIVe siècle, a promu la construction et la décoration de la chapelle, dont le nom faisait peut-être référence à l'ancienne chapelle de la Vierge qui semble s'être élevée dans cette partie du couvent au moins à partir du xe siècle. La veuve a également établi un legs pour offrir un repas aux frères, chaque année le jour de l'Annonciation (le 25 mars, jour de l'an florentin).
L'attribution des fresques est très débattue ; une partie de la critique les attribue à la main d'Andrea Orcagna qui aurait peint à fresque les deux lunettes, la voûte et l'arc d'entrée. Le décor était probablement complété par une troisième lunette avec l'Annonciation, qui a nommé la chapelle et qui devait occuper le mur nord (aujourd'hui fermé par une verrière protectrice), démolie au début du XXe siècle lors de quelques rénovations du cloître.
Toutes les fresques ont été enlevées dans les années 1950 et déplacées quelques années avant les inondations de Florence de 1966 qui ont durement frappé le couvent de Santa Maria Novella. Restaurées, dans la mesure du possible, elles ont été réinstallées dans les décennies suivantes et la chapelle est redevenue visible en permanence, avec l'ensemble du cloître des Morts, en 2012.

## Description
Les fresques, réalisées entre 1340 et 1347, montrent une Crucifixion, derrière l'autel, et une Nativité sur le mur de gauche. Le troisième mur, comme mentionné, présentait l'Annonciation, et a été démoli au début du XXe siècle, aussi parce qu'il était illisible, au moins depuis le XVIIIe siècle : c'était le mur tourné vers l'extérieur, le plus exposé à l'humidité.
Dans la voûte, quatre Prophètes sont représentés dans des quatre-feuilles sur fond bleu, et en dessous, toujours en demi-figure dans des quatre-feuilles, sont figurés, à partir de la gauche, Saint Léonard, Saint Luc, Saint Jean Évangéliste, Saint Matthieu, Saint Marc et Saint Benoît. Benoît et Léonard, placés près les extrémités où se trouvent les blasons des Strozzi, étaient les saints patrons des deux petits-enfants du fondateur.
L'environnement est parmi les mieux conservés du cloître. Les peintures montrent une qualité remarquable, comparable à d'autres œuvres de l'artiste réalisées pour la chapelle Tornabuoni, cachées pendant des siècles par les fresques de Domenico Ghirlandaio et retrouvées lors de la campagne de restauration menée à proximité de la Seconde Guerre mondiale. Les fragments de ce décor sont aujourd'hui conservés au musée de la basilique, dans la chapelle Embriachi.